# Maria Condeminas Soler
Maria Condeminas Soler (Barcelona, 1906 – 1993) va ser una bibliotecària catalana. El seu pare era contractista i de tendència catalanista.
Va iniciar els seus estudis a les monges franceses de Barcelona. Després de superar el tifus i les febres de Malta durant la seva adolescència, va estudiar a l'Escola de Bibliotecàries entre 1930 a 1933 on va registrar uns excel·lents. L'any següent de finalitzar els seus estudis, va començar a treballar a la Biblioteca de Catalunya.
Des del juny de 1942 i fins a l'agost de l'any següent Condeminas va treballar catalogant llibres en comissió de serveis a l'arxiu de la Diputació de Barcelona.
La resta de la seva vida laboral la va dedicar a la Secció de Reserva i Col·leccions Especials de la Biblioteca de Catalunya. Va compartir lloc de treball amb Joan Givanel, responsable de la col·lecció Cervantina, i amb Pere Bohigas, conservador de la Secció de Manuscrits inicialment i responsable de la Reserva general després.
Entre el maig i el setembre de 1948 va estar estudiant incunables espanyols a la British Library i va ser allà on va conèixer a l'hispanista Henry Thomas. Des de maig de 1966 va ser la responsable de la col·lecció Cervantina de la Biblioteca de Catalunya.
Condeminas es va especialitzar en mossèn Cinto Verdaguer en la Secció de Reserva de la Biblioteca de Catalunya, després d'ordenar els manuscrits originals del poeta. Va ser considerada una especialista de Verdaguer i va presentar el 1978 els resultats d'una extensa investigació del fons manuscrit verdaguerià de la biblioteca a A la gènesi de "L'Atlàntida". Va donar a conèixer materials inèdits i va proposar un visió sintetitzadora dels problemes que planteja la formació de l'extens poema èpic des d'un Verdaguer adolescent fins que l'acabà 20 anys després.
Sobre l'obra de Verdaguer va publicar altres aportacions originals, com ara els llibres Un llibre d'exorcismes editat per Jacint Verdaguer (1969) i la contribució “Entorn de ‘Colom', poema inacabat de Jacint Verdaguer” (1982).